# Gerydon

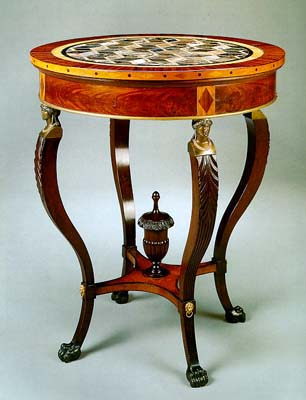
Gerydon w stylu empire – wyrób Ch.-H. Lannuiera (z wyposażenia Białego Domu)

Gerydon (z franc. guéridon) – reprezentacyjna wysoka podstawa pod wazę, tacę, świecznik itp.; później mały, podręczny stolik gabinetowy. 
Nazwą tą początkowo określano we Francji rzeźbioną w drewnie postać Murzyna dzierżącego pochodnię lub podtrzymującego tacę dla świecznika, rozpowszechnioną w okresie baroku i rokoka. Pochodzi ona od imienia Guéridon – występującego w XVII-wiecznych farsach sługi trzymającego świecznik (m.in. przy wejściu do Comédie-Française).  Wykonywany był także w postaci dzieci albo nimf (jak w Wersalu czy paryskiej École des Beaux-Arts). Jako zwykły postument gerydon miał formę ozdobnego (profilowanego) słupka, zazwyczaj drewnianego, rzadziej odlewanego z brązu w bardziej dekoracyjnym kształcie. Stosowany we Włoszech od końca XVI stulecia, w Europie rozpowszechniony był zwłaszcza w drugiej połowie XVII wieku.
Natomiast pod koniec XVIII w., zwłaszcza w okresie empire, było to określenie niewielkiego krągłego stolika na jednonożnej bądź trójnożnej podstawie, służącego nie tylko do ustawiania świecznika (lampy) lub dekoracyjnej wazy bądź bibelotów, lecz także jako miejsce na kwiaty albo jako stolik śniadaniowy. W XIX-wiecznej polszczyźnie „gierydonikami” nazywano zarówno okrągłe stoliczki o jednej nodze będące podstawą lichtarzy, jak i wysokie podstawki do słodyczy.  
Za inną użytkową odmianę tej formy mebla można uważać atenkę – trójnożny stoliczek (niekiedy o nogach ze złoconego żelaza), naśladujący kształtem greckie trójnogi antyczne. Weszła ona w użycie w okresie rządów Ludwika XVI i zazwyczaj służyła za umywalnię.